# Клочек, Анастасия Ивановна
Анастаси́я Ива́новна Кло́чек (20 декабря 1998 года, Москва) — российская дартсменка. Бронзовый призёр чемпионата России в миксте (2014), многократная чемпионка Европы и России среди юниоров.

## Биография
В дартс пришла в 2011 году по рекомендации отца. Занималась в Московском Дворце пионеров. С 2014 по 2016 годы была одной из сильнейших юниорок России и Европы, также побеждала во взрослых соревнованиях.
В 2014 году заняла третье место в чемпионате России по дартсу в миксте. Вместе с ней бронзовые медали завоевали Николай Михалин и Роман Обухов.

## Семья
Отец — Иван Клочек, бывший спортивный директор московской федерации дартса.
Младшая сестра — Ксения Клочек (2006), двукратная чемпионка России по дартсу.

## Достижения

### Микст
- Бронзовый призёр чемпионата России (2014)